# Flea
Michael Peter Balzary, meglio noto come Flea (Melbourne, 16 ottobre 1962), è un musicista e attore australiano naturalizzato statunitense, bassista e cofondatore dei Red Hot Chili Peppers.
È considerato uno dei bassisti più virtuosi della scena rock e funk (specialmente per la sua tecnica dello slap nei primi cinque lavori del gruppo) e in generale tra i migliori di tutti i tempi. Nel 2003 Rolling Stone lo posiziona al secondo posto nella lista dei 10 migliori bassisti di tutti i tempi. I suoi giri funk di basso ritmico e melodico costituiscono una parte portante nelle canzoni dei Red Hot Chili Peppers, servendo da base per il testo di Anthony Kiedis e per le chitarre di Hillel Slovak, John Frusciante, Dave Navarro e Josh Klinghoffer. Sporadicamente ha anche lavorato come attore in piccoli ruoli (ad esempio nel ruolo di Needles in Ritorno al futuro - Parte II e Ritorno al futuro - Parte III, nel ruolo di Budd in Belli e dannati o ne Il grande Lebowski, in Paura e delirio a Las Vegas e in Babylon nel ruolo di Bob Levine).
Il soprannome "Flea" (che in inglese vuol dire "pulce") gli venne dato ai tempi della scuola superiore, quando era preso in giro dai compagni per la sua abitudine di trovarsi sempre in mezzo alle discussioni.

## Biografia
Di origini irlandesi e ungheresi, Balzary nacque in un sobborgo di Melbourne, in cui ha trascorso la sua prima infanzia.
A 5 anni si trasferì con la madre, il padre e sua sorella Karen negli Stati Uniti, a New York. Suo padre ebbe una grande influenza su di lui, facendogli nascere un grande amore per la musica; spesso, infatti, Walter e Michael andavano insieme ad assistere ad alcune jam session.
Nel 1972 la famiglia si trasferì sull'altra costa, a Los Angeles. Al liceo era preso in giro per il suo accento, metà australiano e metà newyorkese, e per i suoi strani gusti musicali: mentre la maggior parte dei ragazzi ascoltava la disco music, il rap o il rock, a Flea piaceva la musica jazz, in particolare artisti quali Dizzy Gillespie, Miles Davis, John Coltrane, Louis Armstrong, Jaco Pastorius, Duke Ellington, Charlie Parker e Ornette Coleman; sempre nello stesso periodo iniziò a suonare la tromba, per cui dimostra tuttora una grande passione.
Suonò con la filarmonica giovanile di Los Angeles e con l'orchestra della scuola, dove divenne il preferito degli insegnanti: il perfetto modello di ragazzo emarginato, ma impegnato e studioso. Spesso si divertiva ad imitare il suo idolo Dizzy Gillespie, che ha avuto la fortuna di incontrare in un'occasione: la madre riuscì ad accompagnarlo nel dietro le quinte di un suo concerto, e Flea poté parlare con il grande musicista per un buon quarto d'ora di quanto gli piacesse la musica e di come cercasse di imitare il suo stile di suonare la tromba.
I gusti di Flea furono tuttavia destinati ad evolversi quando ascoltò per la prima volta un album funk, del quale rimase incantato. Accantonò quindi il jazz e iniziò ad ascoltare gruppi funk come Parliament, Funkadelic, P-funk, Defunkt, The Meters, Sly & the Family Stone e James Brown. Ascoltava molto anche Jimi Hendrix, che divenne ben presto il suo nuovo idolo.

### Vita privata
Nel 1985 Flea si sposò con l'attrice Loesha Zeviar e si tatuò il suo nome vicino al cuore. La loro unione non durò a lungo, ma la coppia ebbe una bambina di nome Clara, nata il 16 settembre 1988. Clara è stata descritta in molti libri e documentari su Chili Peppers, incluso il documentario della band Funky Monks. Inoltre è apparsa in molti spettacoli; ha anche documentato il tour I'm With You della band attraverso fotografie e video. Nel 2005 Flea si è risposato con la supermodella Frankie Rayder dalla quale ha avuto un'altra bambina, Sunny Bebop, un anno dopo. Nel 2019 si è sposato per la terza volta, con la designer di origine persiana Melody Ehsani, che nel 2022, a 60 anni, lo ha reso padre di Darius Booker.
Flea rimase scosso dalla morte dell'attore River Phoenix, uno dei suoi migliori amici. Il 31 ottobre 1993 al Viper Room, un club in parte di proprietà di Johnny Depp, Flea era con Phoenix, John Frusciante e lo stesso Depp. Mentre Flea e Depp stavano suonando sul palco, Phoenix si sentì male, uscì dal locale e si accasciò sul marciapiede di fronte, morendo prima che arrivassero i soccorsi. L'autopsia rivelò che si era trattato di un'overdose di speedball. Flea in seguito gli dedicherà la canzone Transcending, pubblicata sull'album One Hot Minute.
Nel 1996 fu nominato miglior bassista dell'anno dalla rivista Bass Player Magazine.
Il 4 aprile 2009 ha fatto da padrino ai Metallica durante la cerimonia d'introduzione nella Rock and Roll Hall of Fame. Per l'occasione ha avuto modo di suonare con la band, in particolare con Kirk Hammett e Robert Trujillo.

## Carriera

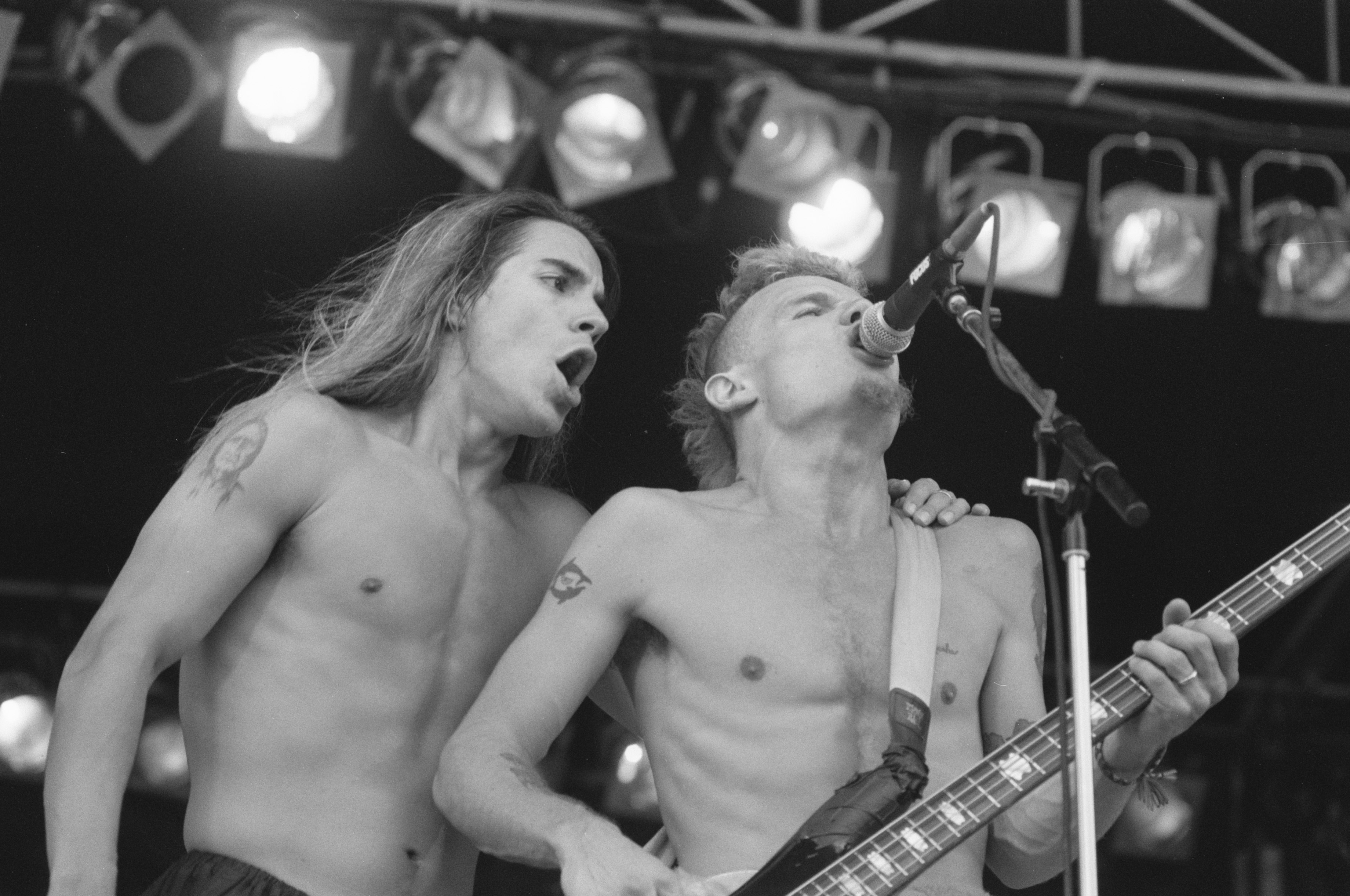
Flea (a destra) e Anthony Kiedis ad Amsterdam nel 1989

### Musicista
Durante una lite al liceo, Flea incontrò Anthony Kiedis, si accorse che scherzava e diventarono subito molto amici, trovando molti punti in comune, primo tra i quali l'amore per la musica funk. Insieme cominciarono a suonare.
Il primo gruppo in cui suonò furono gli Anthym, successivamente noti come What Is This, formati da Hillel Slovak e Jack Irons. Da Slovak, Flea imparò a suonare il basso. Il chitarrista lo introdusse inoltre al punk rock, genere che affascinò il giovane Flea, divenuto fan di band come Black Flag, Germs, Circle Jerks, Ramones, Clash e Sex Pistols. Dopo un po' lasciò il gruppo e si unì alla band hardcore punk Fear, con cui suonò però per poco tempo, tornando a suonare con i suoi amici.
Ad Anthony venne chiesto di aprire gli show della band nei locali; una sera, mentre Anthony era sul palco, Flea iniziò ad improvvisare una melodia con il basso; Anthony disse che aveva scritto un rap che sarebbe ben riuscito su quel bizzarro giro di basso funky, e iniziò a cantare sulle note di Flea. Fu così che nacque la prima canzone dei RHCP in ordine cronologico, Out In L.A. (dedicata a Los Angeles e alla vita nelle sue strade). I due decisero, allora, di suonare insieme e di iniziare i loro spettacoli sempre con quella canzone.
Venne chiesto a Hillel Slovak e a Jack Irons di unirsi a loro per formare un gruppo. I quattro non avevano mai provato quella canzone tutti insieme prima di salire sul palco, ma gli spettatori l'amarono subito. Flea abbandonò i Fear per dedicarsi completamente alla nuova band, che decisero di chiamare inizialmente "Tony Flow and the Miraculously Majestic Masters of Mayhem". Dopo un po' cambiarono il loro nome in "Red Hot Chili Peppers" ("peperoncini" in inglese), che meglio descriveva il loro modo di fare musica.

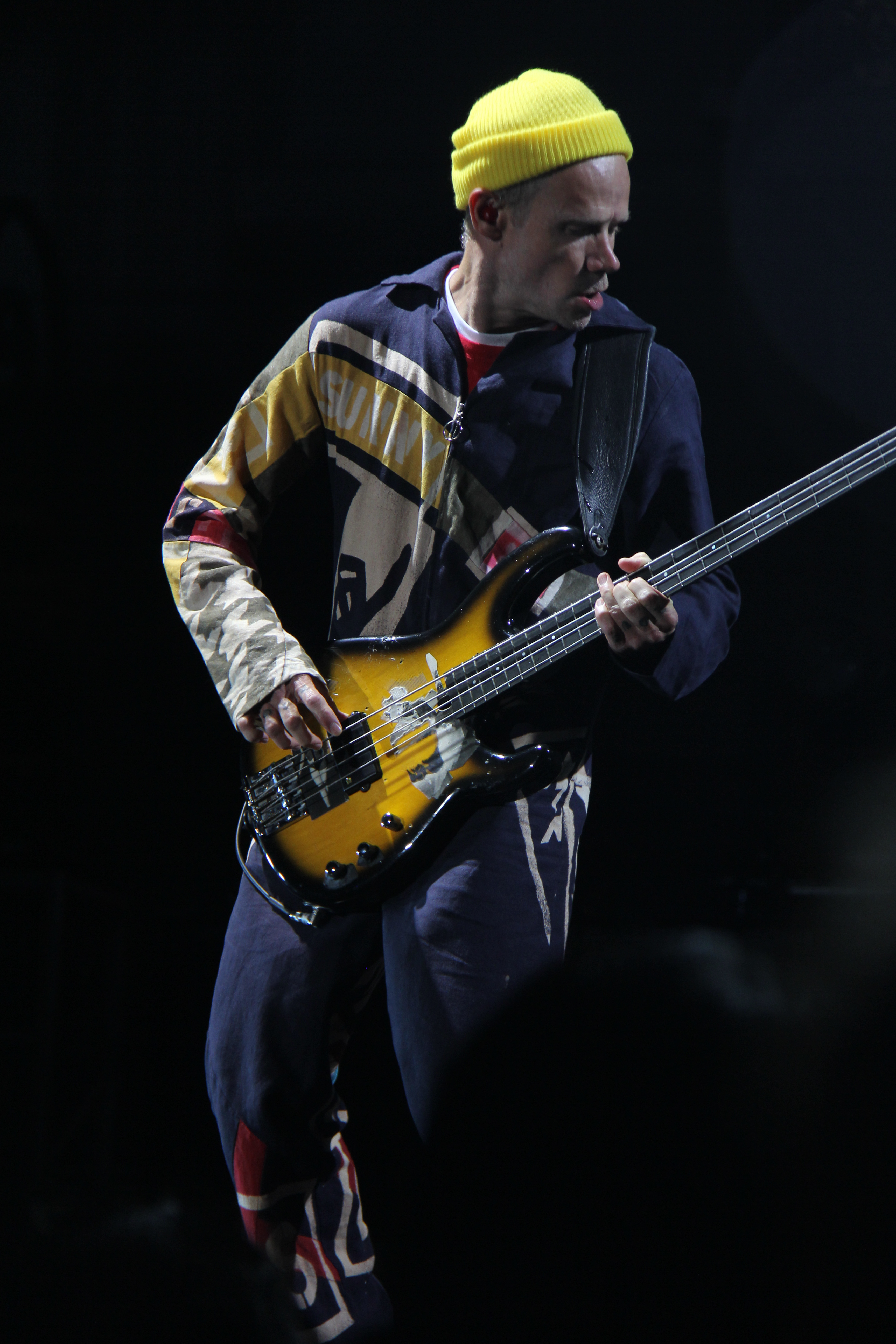
Flea nel 2012

Tra il 1997 e il 2001 ha suonato il basso anche per i Jane's Addiction.
Memorabile la sua performance completamente nudo sul palco di Woodstock 1999.
Nel 2001 Flea ha fondato a Los Angeles il Silverlake Conservatory of Music, una scuola di musica non profit per bambini e ragazzi, e per finanziarla il musicista spesso organizza concerti con altri artisti famosi.
Nel 2003 ha suonato il basso nell'album De-Loused in the Comatorium della band rock sperimentale The Mars Volta.
Inoltre il bassista ha collaborato con l'amico chitarrista John Frusciante, membro dei Red Hot Chili Peppers, alla creazione dell'album The Empyrean uscito il 20 gennaio 2009.
Flea ha partecipato all'album Slash & Friends del chitarrista Slash uscito a febbraio 2010 nel brano inedito "Baby Can't Drive", a cui hanno collaborato anche Alice Cooper, Nicole Scherzinger e Steven Adler.
Nel 2009 Flea si è unito al supergruppo Atoms for Peace formato dal cantante del gruppo britannico Radiohead, Thom Yorke, Nigel Godrich, Joey Waronker e Mauro Refosco. Il loro primo album intitolato Amok è uscito il 25 febbraio 2013.
Il 19 luglio 2012 è uscito il suo primo album da solista, l'EP Helen Burns in collaborazione con molti artisti come Jack Irons, Chad Smith e Patti Smith.

Nello stesso anno, ha partecipato come bassista nel disco Rocket Juice & The Moon, nell'omonimo supergruppo, insieme a Damon Albarn e Tony Allen.

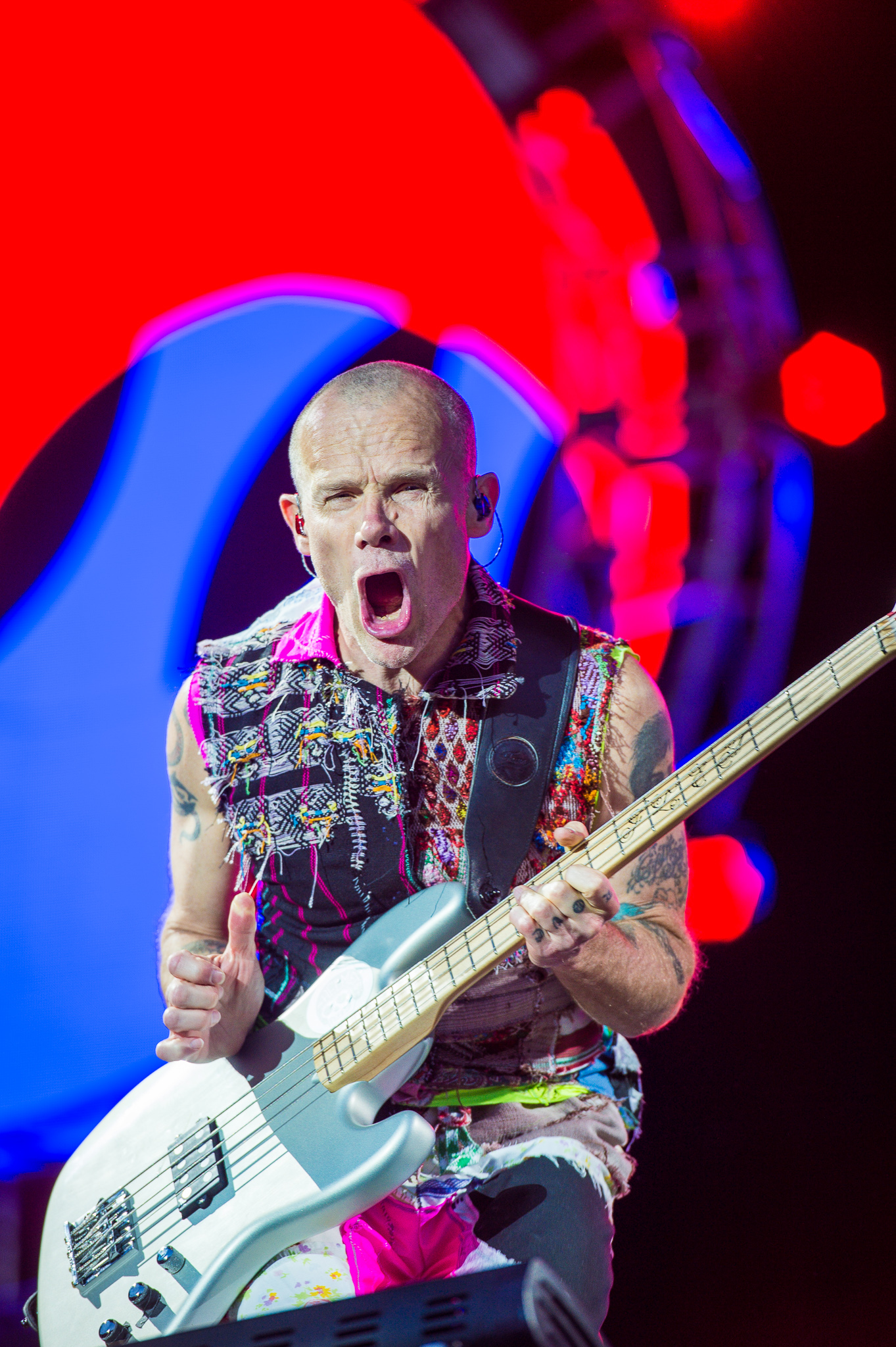
Flea si esibisce con i Red Hot Chili Peppers nel 2016

Nel 2014, secondo una classifica online stilata dal periodico The Richest, Flea è risultato il settimo bassista più pagato al mondo, con un guadagno di circa 87 milioni di dollari.
Il 5 novembre 2019 ha pubblicato la sua autobiografia, intitolata Acid for the Children.

### Attore
Flea ha recitato sporadicamente come attore. Diventa noto come attore per il ruolo di Douglas J. Needles, nei film Ritorno al futuro - Parte II e Ritorno al futuro - Parte III, usciti rispettivamente nel 1989 e nel 1990. Nel 1998 recita nella riproduzione a colori di Psycho, diretto da Gus Van Sant. Nel 2017 recita nel film di Edgar Wright Baby Driver - Il genio della fuga.
Flea è co-protagonista con Lucas Hedges, Nicole Kidman e Russell Crowe nel film Boy Erased del 2018.  Nel film Il grande Lebowski interpreta un cameo nel ruolo di uno dei Nichilisti. Nello spin-off Obi-Wan Kenobi (miniserie televisiva) è Vect Nokru, capo dei rapitori.

### Influenze
Il patrigno di Flea era in una band bebop, quindi divenne presto affascinato dalla tromba. Flea attribuisce al suo continuo interesse per la musica artisti jazz come Jaco Pastorius, Miles Davis, Duke Ellington, Charlie Parker, Louis Armstrong, John Coltrane e Dizzy Gillespie. Dopo che Kiedis lo introdusse nel punk e nel rock, Flea si innamorò di artisti come i Black Flag, David Bowie e i Sex Pistols. Le prime influenze di Flea prima di Blood Sugar Sex Magik erano principalmente artisti funk.

## Strumentazione

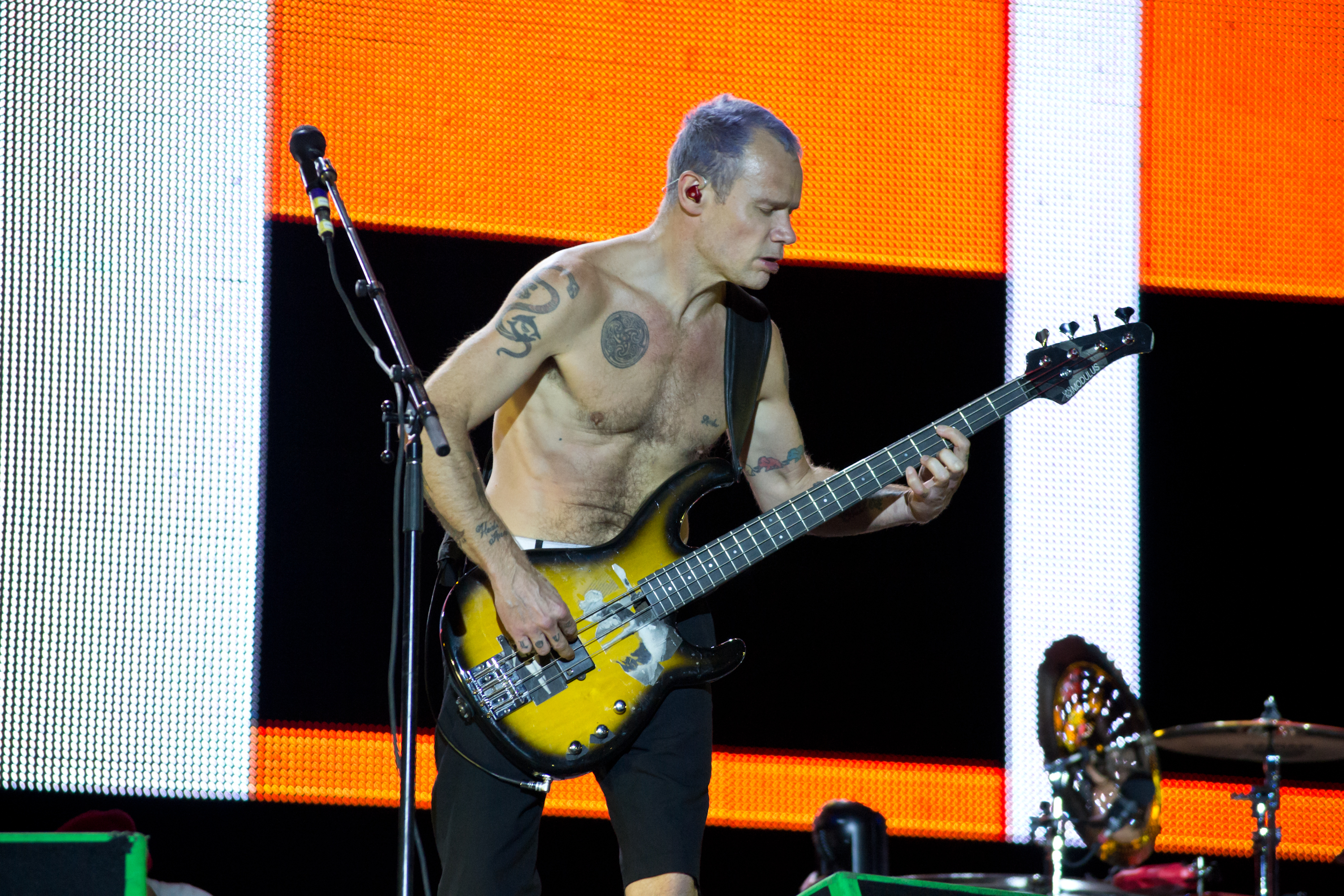
Flea a Madrid nel 2012

Flea possiede anche un Fender Jazz Bass del 1961 di colore bianco, che compare per la prima volta nel video di Californication e in seguito nell'album Stadium Arcadium, col quale ha registrato la maggior parte dei pezzi.
Alla fine degli anni novanta, Modulus ha dedicato a Flea una linea speciale di bassi, i "Modulus Flea Bass", a quattro corde, prodotti in diversi colori e con un singolo humbucker in posizione "sweet-spot", con controlli di volume, bassi e acuti. L'endorsement non è stato rinnovato e il Flea Bass è attualmente commercializzato con il nome di "Funk Unlimited", disponibile anche a cinque corde.
Fra i modelli più utilizzati da Flea c'è il modello color blu metallizzato, il modello arancione e nero e il modello personalizzato "Psycho Flea Bass", a strisce blu, bianche e rosse e ricoperto di scritte a pennarello adesivi, con cui apre e chiude tutte le sue esibizioni.
Nel 2009, Flea diede il proprio nome ad una linea di bassi rivolti ai ragazzi che si stavano approcciando allo studio del basso elettrico, i "Fleabass", con la particolarità di essere strumenti dal costo contenuto e dall'ottimo rapporto qualità-prezzo. Attualmente i Fleabass non sono più commercializzati.
Negli anni Flea ha utilizzato diversi bassi di diversi produttori, tra i quali lo Sting Ray della Music Man, il Flea Bass della Modulus e, attualmente, il Fender Flea Jazz Bass, costruito su specifiche dei Jazz Bass del 1961.
Nei primi album, tra cui Freaky Styley, Balzary usava un Music Man Stingray a 4 corde (il famoso basso nero utilizzato nel concerto di Woodstock '94): ha inoltre usato un Alembic e un Wal in Blood Sugar Sex Magik e uno Spector in The Uplift Mofo Party Plan e in Mother's Milk.

### Bassi
Secondo il video Flea Bass Rig, negli anni ha usato i seguenti bassi in ordine di apparizione:
- Musicman Cutlass 1 (non più in produzione)
- Fender Precision (nel 1989)
- Spector NS-2 con 2 pickup jazz (in "Fight Like A Brave")
- Spector NS-2 (in "Taste The Pain")
- Teisco Del Ray NB-4 (utilizzato nel video per "Higher Ground", non utilizzato per la registrazione)
- Wal Mk 2 (in "Suck My Kiss")
- Musicman Stingray 4 (in "Aeroplane")
- Musicman Stingray 5 corde (in "Under The Bridge")
- Alembic Epic (in "My Friends")
- 1961 Fender Jazz (Pre CBS)
- FleaBass (marchio di basso dei Red Hot Chili Peppers)

#### Signature Modulus Flea Bass
Flea ha girato il disco Californication con i suoi bassi Modulus Flea (successivamente ribattezzato Modulus Funk Unlimited dopo l'approvazione).
- Blue Sparkle
- Silver Sparkle (versioni a 4 e 5 corde)
- Modello aborigeno
- Sunburst
- Nero (carattere FLEA in stile Lakers sulla tastiera)
- Circle Jerk Punk-Rock

### Bassi usati per la registrazione
- Red Hot Chili Peppers: Musicman Cutlass 1
- Freaky Styley: Musicman Cutlass 1
- The Uplift Mofo Party Plan: Spector NS2-JA
- Mother's Milk: Spector NS2
- Blood Sugar Sex Magik: Wal MK2, Musicman Stingray 5: Under the Bridge, Funky Monks, Mellowship Slinky in B Major
- One Hot Minute: Alembic Epic, Musicman Stingray: Aeroplane, Sigma Acoustic: Pea
- Californication: Modulus Fleabass (ora Funk Unlimited), Taylor Acoustic: Road Trippin
- By The Way: Modulus Fleabass (ora Funk Unlimited)
- Stadium Arcadium: '61 Fender Jazz Bass, Modulus Fleabass (ora Funk Unlimited): Storm in a Teacup, Death of a Martian
- I'm With You: '61 Fender Jazz Bass, Modulus Funk Unlimited
- The Getaway: '61 Fender Jazz Bass
- Unlimited Love: '61 Fender Jazz Bass
- Return of the Dream Canteen: '61 Fender Jazz Bass, Fender Flea Signature Jazz Bass (H)

### Amplificatori
Flea approva gli amplificatori per basso prodotti da Gallien-Krueger.

## Discografia

### Discografia con Red Hot Chili Peppers
- 1984 – The Red Hot Chili Peppers
- 1985 – Freaky Styley
- 1987 – The Uplift Mofo Party Plan
- 1989 – Mother's Milk
- 1991 – Blood Sugar Sex Magik
- 1995 – One Hot Minute
- 1999 – Californication
- 2002 – By the Way
- 2006 – Stadium Arcadium
- 2011 – I'm with You
- 2016 – The Getaway
- 2022 – Unlimited Love
- 2022 – Return of the Dream Canteen

### Discografia con Atoms for Peace
- 2013 - Amok

### Discografia solista

#### Album
- 2012 - Helen Burns

## Altre attività

### Filmografia

#### Cinema
- Suburbia, regia di Penelope Spheeris (1983)
- Thrashin' - Corsa al massacro (Trashin'), regia di David Winters (1986)
- Due tipi incorreggibili (Tough Guys), regia di Jeff Kanew (1986)
- Ritorno al futuro - Parte II (Back to the Future - Part II), regia di Robert Zemeckis (1989)
- Ritorno al futuro - Parte III (Back to the Future - Part III), regia di Robert Zemeckis (1990)
- Belli e dannati (My Own Private Idaho), regia di Gus Van Sant (1991)
- Motorama, regia di Barry Shils (1991)
- Sesso e fuga con l'ostaggio (The Chase), regia di Adam Rifkin (1994)
- Just Your Luck, regia di Gary Auerbach (1996)
- Il grande Lebowski (The Big Lebowski), regia di JoelnCoen (1998)
- Paura e delirio a Las Vegas (Fear and Loathing in Las Vegas), regia di Terry Gilliam (1998)
- Psycho, regia di Gus Van Sant (1998)
- Low Down, regia di Jeff Preiss (2014)
- Song to Song, regia di Terrence Malick (2017)
- Baby Driver - Il genio della fuga (Baby Driver), regia di Edgar Wright (2017)
- Boy Erased - Vite cancellate (Boy Erased), regia di Joel Edgerton (2018)
- Queen & Slim, regia di Melina Matsoukas (2019)
- Babylon, regia di Damien Chazelle (2022)

#### Televisione
- CHiPs - serie tv, episodio 5x16 (1981)
- Obi-Wan Kenobi – miniserie TV (2022)

### Doppiatore
- I Simpson - serie TV, 1 episodio (1993)
- I Griffin - serie TV, 1 episodio (1999)
- American Dad! - serie TV, 1 episodio (2005)
- Inside Out, regia di Pete Docter e Ronnie del Carmen (2015)
- Toy Story 4, regia di Josh Cooley (2019)

### Opere letterarie
- Acid for the Children (2018)

## Doppiatori italiani
Nelle versioni in italiano delle opere in cui ha recitato, Flea è stato doppiato da:
- Manlio De Angelis in Ritorno al futuro - Parte II, Ritorno al futuro - Parte III
- Franco Mannella ne Il grande Lebowski, Babylon
- Bruno Conti in Belli e dannati
- Fabrizio Vidale in Sesso e fuga con l'ostaggio
- Christian Iansante in Baby Driver - Il genio della fuga
- Marco Mete in Boy Erased - Vite cancellate
- Davide Lepore in Obi-Wan Kenobi

Come doppiatore, è stato sostituito da:
- Dimitri Winter in Inside Out
- Carlo Petruccetti in Toy Story 4
- Luigi Morville in Inside Out 2